# 正射図法

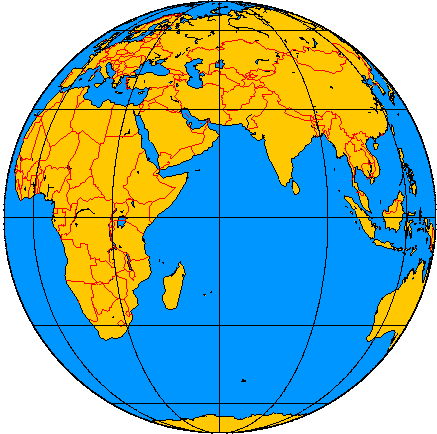
緯度0度・東経60度を中心とした正射図法

正射図法（せいしゃずほう、orthographic projection）とは地図投影法の一種である。方位図法に分類される。
数学用語を使えば、地球表面を平面に対して正射影して描かれる地図である。
あるいは、無限遠にある光源（平行光線）で平面に投影したもの、十分離れた距離から地球を観測した時に見える様子、などと説明される。
最大の長所は「正射影」という理論的に分かりやすい手段を使っている点である。
「十分遠くから見た時の様子」という分かりやすいイメージを持てる図法でもある。
実物の地球を見て正射図法だと言えるためには月よりもっと遠い必要があるが、他の惑星を地球から観測した像は正射図法と言える。
中心点周辺の歪みは小さいが、他の図法と比べて優れていると言えるほどではない。
北極点を中心とした場合、緯線上の長さは正しい。短所は半球までしか表現できず、周辺部の歪みも大きいことである。

## 歴史
歴史は古く、紀元前2世紀にはヒッパルコスが使用している。紀元前14年にウィトルウィウスが日時計の製作と太陽位置の計算のためにこの図法を利用している
。